# Viktor von Alten (Geheimer Rat)
Karl Franz Viktor Graf von Alten (* 27. Juli 1800 in Verden; † 9. März 1879 in Leipzig) war ein hannoverscher Geheimer Rat.

## Leben
Viktor entstammt der Wilkenburger Linie des Adelsgeschlechts von Alten. Er war ein Sohn des Generalleutnants Viktor von Alten und dessen Frau Charlotte, geborene Freiin von Kinsky und Tettau (1775–1842). Er war Erbherr auf Wilkenburg, Stelle und Warmbüchen sowie auf Haus Leibnitz in Sachsen. Nach dem Tod seines Onkels General Carl von Alten 1840 erbte er den Grafen-Titel.
Er heiratete 1829 in Kassel Hermine von Schminke (1806–1868), Tochter des kurfürstlich hessischen Staatsministers Friedrich Christoph von Schminke (1775–1845). Karl von Alten war sein Sohn. Ferner hatte er mehrere Töchter:
- Helene (1830–1890) ⚭ 1857 André Graf Bludoff († 1886), russischer Gesandter in Brüssel
- Luise (1832–1911)

⚭ 1852 William Montagu, 7. Duke of Manchester († 1890)
⚭ 1892 Spencer Cavendish, 8. Duke of Devonshire
- Guidobaldine Victorine (* 1838)

⚭ 1859 (Scheidung 1866) August Grote, Kammerherr, Herr auf Brese
⚭ 1872 Hermann von Bülow, Rittmeister, Herr auf Gorow und Müssen
- Julie (* 1835) ⚭ 1869 Emil von Albedyll (1824–1897), preußischer General der Kavallerie

In der Literatur wird häufig geschrieben, er wäre Generalkonsul des Norddeutschen Bundes und ab 1871 des Deutschen Reichs in Jerusalem gewesen, dies war jedoch sein Bruder Georg von Alten (1815–1882), der auch Ehrenritter des Johanniterordens war.